# 日本基督教団神戸平安教会
日本基督教団 神戸平安教会（にほんきりすときょうだん こうべへいあんきょうかい）は、兵庫県神戸市灘区にある日本基督教団の教会。附属幼稚園は、ランバス記念幼稚園である。

## 沿革
- 1905年 - 現在の日本基督教団神戸栄光教会の平野日曜学校が開校される。
- 1915年 - 10月1日に日本メソヂスト神戸平野教会（兵庫区梅本町）として分離独立する。
- 1941年か1942年 - 日本基督教団神戸平野教会に改称する。
- 太平洋戦争の混乱の中で、神戸ユニオン教会への礼拝場所の移転、日本基督教団三宮教会への名称変更が行われる。また、空襲により会堂を焼失する。
- 1948年 - 現在地に新会堂を建築し、それに合わせて日本基督教団大石教会と「合併」する。
- 1949年 - 日本基督教団神戸平安教会と改称する。
- 1995年1月17日 - 阪神・淡路大震災で甚大な被害を受ける。

## 牧師
歴代の牧師は、関西学院大学神学部の出身者がほとんどである。

## 交通アクセス
- 阪急電鉄 王子公園駅 近く
- JR西日本 灘駅 近く